# Filipe Ribeiro de Meneses
Filipe Ribeiro de Meneses (Lisboa, 1969) es un historiador portugués radicado desde joven en Irlanda, profesor de la Maynooth University, cuya producción historiográfica está centrada de forma predominante en torno a la historia contemporánea de Portugal.
Se licenció y se doctoró en el Trinity College de Dublín, respectivamente en 1992 y en 1997. Su tesis doctoral trató de los gobiernos de la União Sagrada y de Sidónio Pais.
En 2017 fue elegido miembro de la Real Academia de Irlanda.

## Obras
- — (2001). Franco and the Spanish Civil War. Londres y Nueva York: Routledge.[7]
- — (2004). Portugal 1914–1926. From the First World War to Military Dictatorship. Bristol: Hispanic, Portuguese and Latin American Monographs.[8]
- — (2010). Salazar: A Political Biography. Nueva York: Enigma Books.[9]
- — (2015). A Grande Guerra de Afonso Costa. Lisboa: Publicações Dom Quixote.[10]